# Joo Hyun-myeong
Joo Hyun-myeong (né le 31 mai 1997) est un athlète sud-coréen, spécialiste de marche.
Le 28 juin 2018, il remporte le titre national du 20 km en 1 h 28 min 36 s à Jeongseon-eup.
Il termine seulement 32e du 50 km lors des Championnats du monde par équipes 2018 à Taicang en battant son record personnel en 4 h 2 min 38 s. Il remporte la médaille de bronze lors des Jeux asiatiques de 2018 à Jakarta. Le 17 mars 2019, il bat son record personnel du 20 km en 1:22:17 à Nomi (JPN). 